# Haplochromis nubilus
Haplochromis nubilus és una espècie de peix de la família dels cíclids i de l'ordre dels perciformes present als llacs Victòria, Kyoga, Nabugabo, Edward, George, llac Kachira, llac Navakali, llac Kijanebalola i a molts rius de la mateixa zona (Àfrica oriental).
Els mascles poden assolir els 9,3 cm de longitud total.